# Ясеница (приток Стрвяжа)
Ясеница (укр. Ясениця) — река на Западной Украине, правый приток реки Стрвяж (бассейн Днестра).
Площадь водосборного бассейна — 47,5 км².
Протекает в Самборском районе Львовской области.
Берёт начало в лесном массиве, на северо-западе от села Бачина. Протекает, в основном, в северо-восточном направлении. Впадает в р. Стрвяж в селе Бисковичи.
Длина Ясеницы — 15 км, площадь бассейна — 47 км². Река — несудоходная, однако в период весенних паводков после многоснежных зим или сильных ливней сильно разливается. Имеет низкие берега и относительно широкую пойму. Слабо извилиста. Заплава в верхнем течении местами заболочена.
Имеет 14 притоков: Солянка (левый) и небольшие ручьи.
Ясениця протекает через сёла: Стрелки, Райнова, Гуманец, Заречье и Бисковичи.